# Petite rivière Blanche
Petite rivière Blanche är ett vattendrag i Kanada.   Det ligger i provinsen Québec, i den sydöstra delen av landet, 17 km nordost om huvudstaden Ottawa. 
Omgivningarna runt Petite rivière Blanche är en mosaik av jordbruksmark och naturlig växtlighet. Runt Petite rivière Blanche är det ganska tätbefolkat, med 166 invånare per kvadratkilometer.